# Kanton Saint-Genis-Pouilly
Saint-Genis-Pouilly is een kanton van het Franse departement Ain. Het kanton maakt deel uit van het arrondissement Gex.

Het telt 36.031 inwoners in 2018.

Het kanton werd gevormd ingevolge het decreet van 13 februari 2014 met uitwerking op 22 maart 2015.

## Gemeenten
Het kanton omvat volgende gemeenten:
- Ferney-Voltaire
- Ornex
- Prévessin-Moëns
- Saint-Genis-Pouilly  (hoofdplaats)